# Herman L. Page
Herman L. Page (Oneida, 27 de mayo de 1818 - Dresde, 15 de octubre de 1873) fue un comerciante y político estadounidense.

## Biografía
Nació en Oneida, Nueva York y luego se mudó a Nunda, en el Condado de Livingston, Nueva York en 1844.
Page operaba una tienda en old Pioneer store, 393 East Water en Milwaukee, Wisconsin.
En 1853 se convirtió en sheriff del condado. Fue el responsable de iniciar la fuerza de detectives en la ciudad. Durante su mandato como alcalde, abogó por la política de uniformar la fuerza policial.
Page era un hombre muy capaz, pero un renegado. Comenzó su carrera como abolicionista, pero con grandes aspiraciones políticas se unió al Partido Demócrata. Fue elegido alcalde de Milwaukee en 1859. Pasó la mayor parte de su corto mandato atacando a la anterior administración de William L. Prentiss.
Durante la Guerra de Secesión fue reclutado en el Vigésimo Cuarto Regimiento de Infantería sin embargo renunció antes de que el regimiento abandonara el estado. Fue oficial de los Odd Fellows entre 1851 y 1853. Falleció mientras visitaba Dresde, Alemania, en 1873.